# Microfaune
Cet article possède un paronyme, voir Microphone.

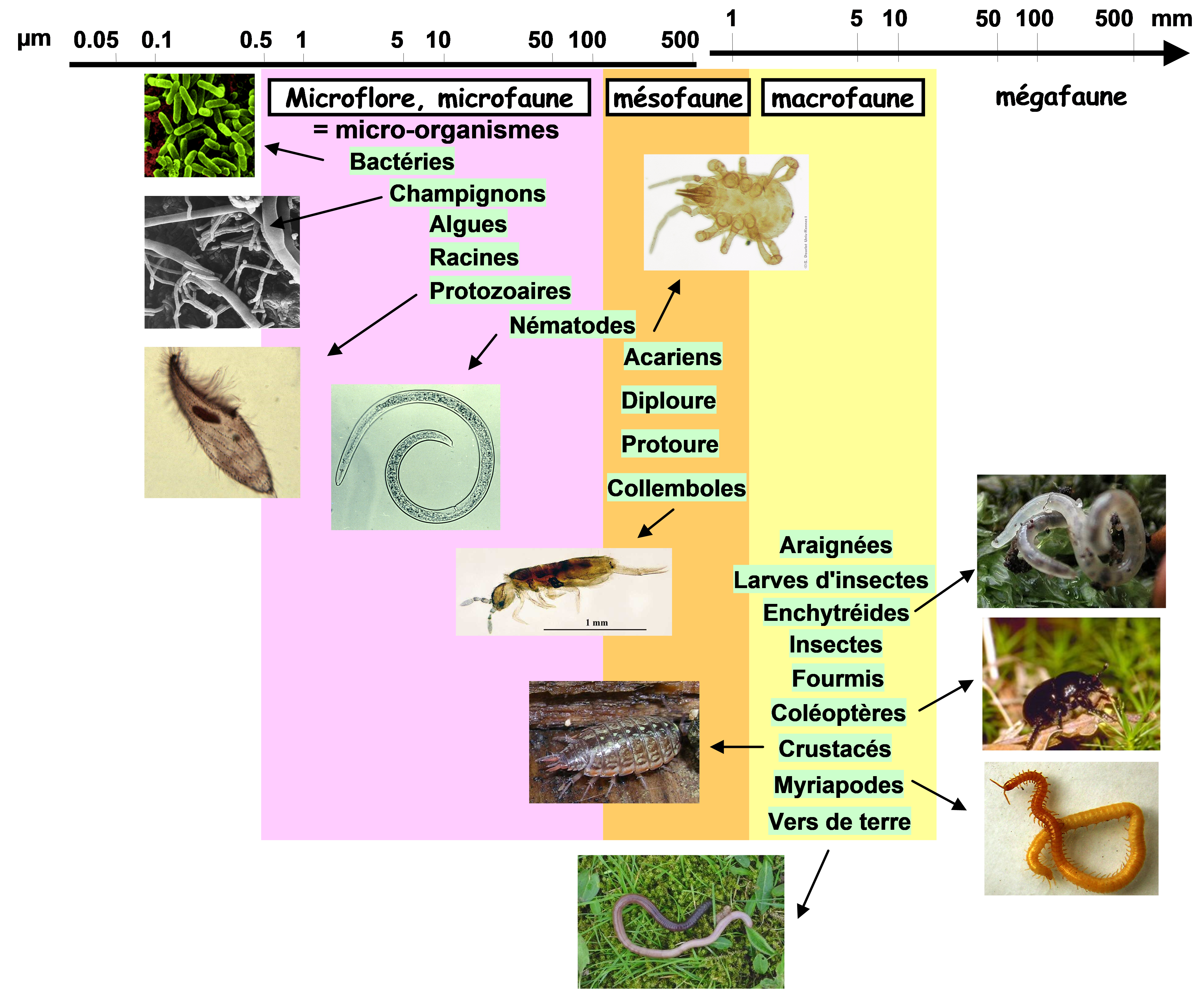
Taille et diversité des organismes du sol.

La microfaune, désigne l'ensemble des tout petits animaux (inférieurs à 0,2 mm) présents dans un espace donné.
La plus grande partie de la microfaune n'est visible qu'à la loupe, à la loupe binoculaire ou au microscope. En dépit de sa discrétion, elle joue un rôle primordial pour la formation et l'évolution des sols et des sédiments, ainsi que pour la décomposition du bois mort et des cadavres animaux. Elle joue ainsi un rôle majeur dans la minéralisation de la matière organique, le cycle du carbone et de nombreux grands cycles biogéochimiques.
Des liens complexes d'interdépendance existent entre la microflore, la microfonge et la microfaune et les populations microbiennes. Une grande partie de la microfaune joue un rôle important de décomposeur.
La microfaune est notamment vulnérable à la destruction de son milieu (par le labour ou la déforestation par exemple) et à l'exposition à la lumière et aux UV solaires. La granulométrie du substrat et du sédiment influent sur la microfaune et inversement.
Pour sa valeur bioindicatrice, elle a été très étudiée, notamment dans les années 1930 à 1960 par milieu, par grande zone tempérée et tropicale ou encore à l'échelle d'un pays.
La microfaune tient une place importante dans le réseau trophique ; elle est notamment une importante source de nourriture pour les poissons et les oiseaux

## Catégories de microfaunes
Ce terme est souvent associé à la litière végétale de feuilles, racines, écorces et petits bois-mort, forestière notamment, et donc à la flore sus-jacente) ainsi qu'au sol sous-jacent (microfaune édaphique), mais les naturalistes catégorisent également la microfaune par époque géologique (ex. : « microfaune crétacée », par type de faune (exemple microfaune annélidienne) ou selon sa profondeur (ex. : « microfaune endogée »,). Ils parlent aussi et par exemple de :
- « microfaune des sables »[16],[17],[18] ;
- « microfaune benthique » (ex. : en bordure de plateau continental [19]) ;
- « microfaune pélagique », catégorie fonctionnellement et écologiquement en partie reliée à la précédente[20] ;
- « microfaune des argiles »[21] ;
- « microfaune des sédiments » (ex. : foraminifères)[22] ;
- « microfaune des laisses d'étangs »[23] ;
- « microfaune des « eaux libres »[24] ;
- « microfaune des récifs », éventuellement fossiles[25] ou de lagons[26] ;
- « microfaune des boues activées »[27] ;
- « paléomicrofaune », dans le cas des études de fossiles[28] ;
- « microfaune du tube digestif » (le mot « microfaune » est parfois employé pour désigner une partie des organismes du rumen ou du tube digestif, les ciliés, par exemple[29],[30])...

## Utilisations
Parce que très spécifique à une époque géologique et/ou à un biotope particulier, et peu mobile, une partie de la microfaune a une valeur bioindicatrice de l'état, de l'évolution ou de la qualité de l'environnement, du sol et du climat, de la circulation thermohaline, ainsi que des évolutions du trait de côte ou des écotones estuariens.
La microfaune fossile est utilisée pour préciser la stratigraphie et décrire les stratotypes de couches géologiques sédimentaires qui se sont formées aux époques où la microfaune existait (Carbonifère, par exemple).

## Méthodes d'étude
Une partie de cette faune n'est pas observable à l’œil nu ou n'est pas directement accessible à l'observation (ex. microfaune des grands fonds).

Des méthodes spécifiques d'échantillonnage et d'évaluation qualitative et quantitative ou génétiques (ex. : métabarcoding récemment) ont peu à peu été mises au point par les naturalistes et scientifiques. Dans le sédiment fin c'est par exemple le carottage qui est le plus utilisé

## Pédofaune
La microfaune du sol, ou pédofaune microscopique, désigne l'ensemble des tout petits animaux présents dans la litière et dans les couches superficielles de l'humus. Ces animaux mesurent en moyenne moins de 0,1 mm.

## Microfaune fossile
L'étude des thanatocénoses via les fossiles qui en restent, inclut celle des microfaunes fossiles, contribue à la connaissance des paléopaysages ou d'oscillations climatiques. Les tourbières, les roches sédimentaires et le sol des grottes, sont notamment utilisés pour cela.
La microfaune fossile est très utilisée (quand elle est disponible) pour préciser la stratigraphie de couches explorées par les archéologues ou paléontologues, Chaline, J. (1971). La microfaune du Vallonnet (AM) et le problème des corrélations micro-macromammifères à la limite Pléistocène inférieur-moyen. Bulletin du musée d’Anthropologie préhistorique de Monaco, 17, 65-69..

### Vidéographie
- Balade au cœur de la litière forestière, film (macrophotographie), déposé sur Vimeo par « Avec ou sans ailes »